# Miguel Toledano
Miguel Toledano, poeta español del Siglo de Oro.
Presbítero nacido en Cuenca, fue cronológicamente uno de los primeros autores del Conceptismo junto a Alonso de Ledesma, según Rudolph Schevill y Adolfo Bonilla. Escribió Minerva Sacra (Madrid: Juan de la Cuesta, 1616); el libro lleva un soneto de Cervantes a la monja Alfonsa González de Salazar, a quien va dirigido el libro y con quien tenía contraído parentesco el escritor alcalaíno a través de su mujer, y fue editado modernamente por Ángel González Palencia (Madrid: CSIC, 1949).